# Caves (Aude)
Caves település Franciaországban, Aude megyében. Lakosainak száma 879 fő (2022. január 1.). Caves Feuilla, Fitou, La Palme, Leucate és Treilles községekkel határos.

## Népesség
A település népessége az elmúlt években az alábbi módon változott:
| Lakosok száma | 252  | 228  | 280  | 536  | 789  | 835  | 875  | 906  | 897  | 879  |
|               | 1968 | 1982 | 1990 | 2006 | 2013 | 2015 | 2017 | 2019 | 2020 | 2022 |